# 淡水白樓
淡水白樓，是曾位於臺灣新北市淡水區的一棟建築，該建築原是由馬偕學生嚴清華所建之宅第，後在1992年因都市更新而拆除。

## 沿革
淡水白樓為北臺灣第一位臺籍傳道師及牧師嚴清華於1875年所興建，該建築物與周圍建築群類似採用西方古典殖民風格設計，共有二層樓、廊陽臺，其建築門額外寫「受天祿」，內面則為「富貴春」三字。最初興建完工後，曾是經營淡水內河及島內航運的辦公場所使用。與淡水紅樓齊名為淡水黃金時期的豪華宅第代表作。
戰後時期，其建築輾轉易手淪為隔間出租之雜院，後因遭到大火祝融而日益破落，儘管此期間尚有居民在此居住生活，但在1980年代已無人居住，呈現荒廢狀態。最終白樓於1992年拆除改建公寓。
2009年，因應是淡水街角博物館計畫，淡水文化基金會邀情彩墨畫家蕭進興於白樓舊址旁之三民街金福宮右側上坡20公尺牆壁繪製白樓舊觀，以示紀念。另外在此次繪製計畫則獲得白樓原住戶、附近社區居民指導協助。

## 流行文化

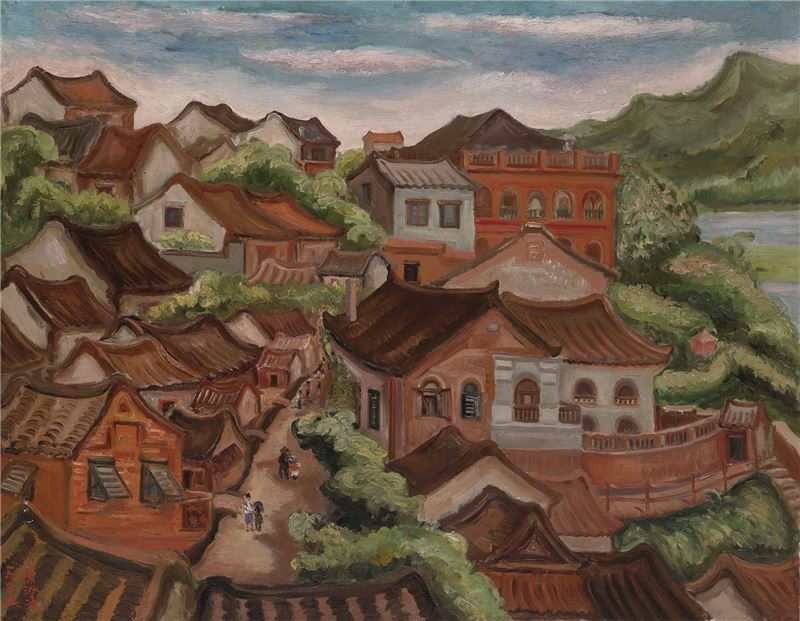
陳澄波《淡水風景》，1935年/ 畫布、油彩。現私人收藏
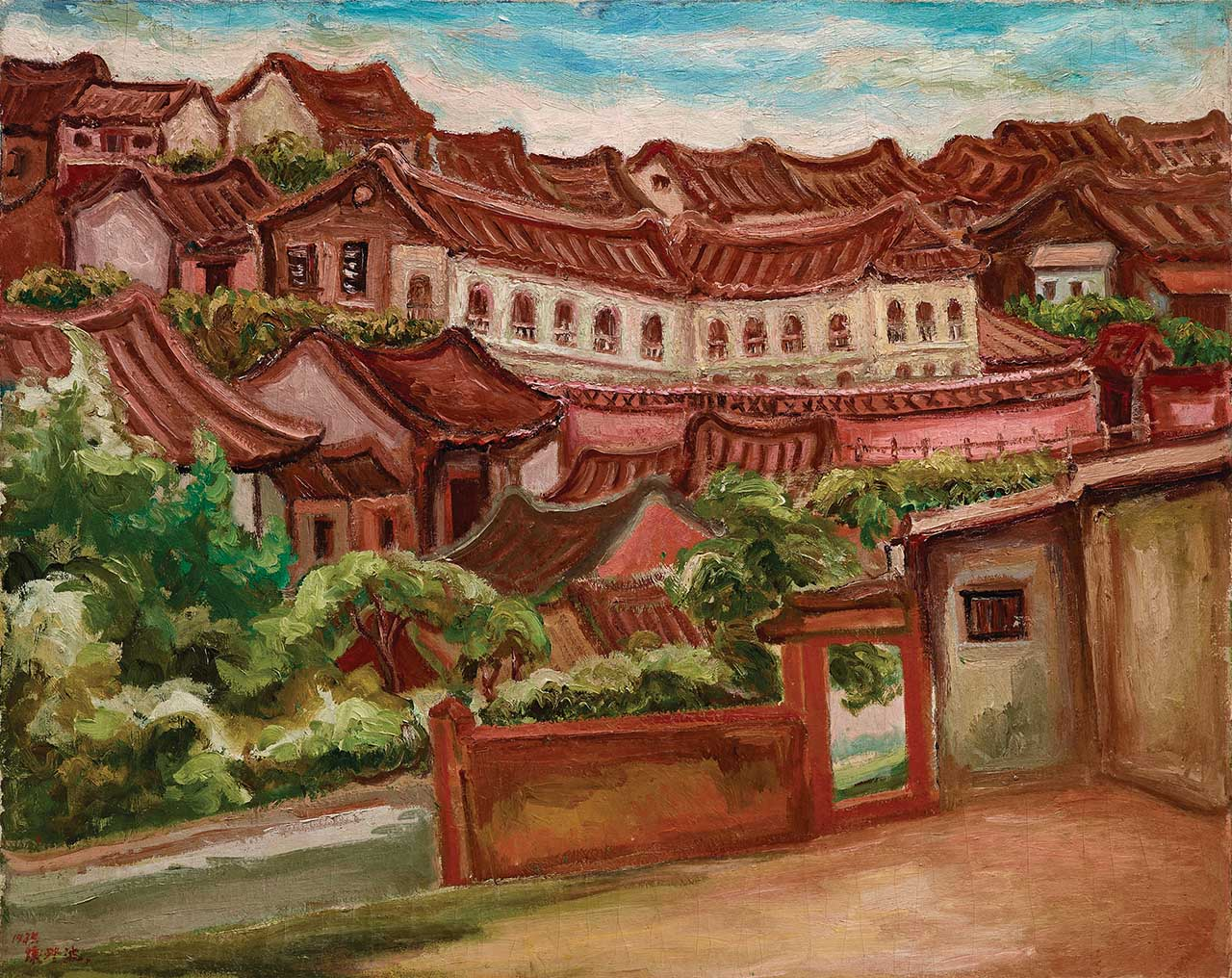
陳澄波《淡水風景（二）》，1935年/ 畫布、油彩。現私人收藏
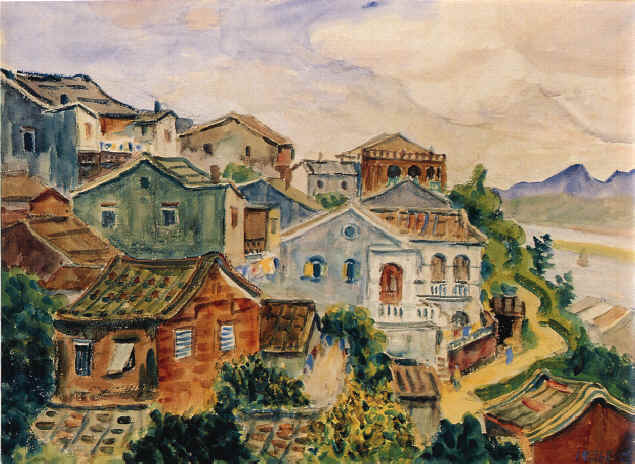
倪蔣懷《淡水民家》/ 1936年/ 紙/水彩/ ，私人收藏

日治時期，因應「臺陽美術協會」成立並致力於將臺灣各地名勝畫入畫布中，淡水白樓因而成當時臺灣畫家經常描繪之建築物，其中包括楊三郎、陳銀輝、張萬傳、洪瑞麟、陳澄波、陳慧坤、倪蔣懷、張萬傳等人都曾經取材白樓入畫創作。
楊三郎也曾以白樓為主題之畫作《盛夏淡水》以推薦(免審查)資格出品1935年第9回臺灣美術展覽會西洋畫部的畫作。桑田喜好則於1942年另以《淡水之丘》入選第5回府展西洋畫部畫作。
臺灣前歌手林凡志1987年所發行之單曲《陽光不再繽紛的時候》，其MV畫面曾於淡水白樓拍攝畫面。另外在電影中，白樓也曾作為《大頭仔》、《聖保羅砲艇》等電影的拍攝場景出現。

## 另見
- 淡水紅樓
- 淡水木下靜涯舊居

## 外部連結
- 白樓重返現場&消失的淡水記憶 -財團法人淡水文化基金會 （页面存档备份，存于）
- 口述歷史：永遠的淡水白樓 臺灣鄉土文獻影像資料庫[]